# Immunogenität
Die Immunogenität, auch Immunogenizität genannt, ist die Eigenschaft eines Stoffes, im tierischen oder menschlichen Körper eine als Immunantwort bezeichnete Reaktion des Immunsystems auszulösen. Stoffe mit einer Immunogenität werden als Immunogene bezeichnet. Die Immunogenität ist keine feststehende Größe, sondern abhängig vom Immunsystem des Organismus, in dem die betreffende Substanz sich befindet. Sie ist damit sowohl individuell verschieden als auch abhängig vom Grad der phylogenetischen Verwandtschaft zwischen der Tierart, aus der das Antigen stammt, und der Tierart, in der es als Immunogen wirkt.

## Faktoren
Ein Stoff, der vom Organismus als Antigen erkannt wird, kann über verschiedene Mechanismen eine Immunantwort auslösen und daher ein immunogenes Potenzial besitzen. Protein- oder Peptidbestandteile spielen für die über das adaptive Immunsystem vermittelte Immunogenität eines Stoffes eine zentrale Rolle. Nur diese werden, nach enzymatischer Spaltung in den Lysosomen, auf der Zelloberfläche Antigen-erkennender Zellen, wie B-Lymphozyten, Makrophagen oder dendritischen Zellen, präsentiert und von T-Lymphozyten erkannt. Die Immunogenität von Lipopolysacchariden, bakterieller DNA und doppelsträngiger viraler RNA ist auf eine Beteiligung des angeborenen Immunsystems und zumeist eine Aktivierung von Toll-like-Rezeptoren zurückzuführen.
Das Ausmaß der Immunogenität eines Stoffes ist von mehreren Faktoren abhängig. Hierzu zählen insbesondere Körperfremdheit, Molekülgröße und chemische Struktur. Auch andere Faktoren, wie beispielsweise die Art der Aufnahme des Immunogens, können das Ausmaß der Immunogenität beeinflussen. So lösen sub- oder intrakutan verabreichte Antigene die stärkste Immunantwort aus, während intravenös verabreichte potenzielle Immunogene weitgehend toleriert werden.

### Körperfremdheit
Eine wichtige Voraussetzung für eine Immunität ist die Körperfremdheit. Die Ursache dafür ist die Selbsttoleranz des Immunsystems, mit der körpereigene Antigene erkannt und eine Immunreaktion unterdrückt wird.

### Molekülgröße
Ein weiterer Zusammenhang besteht zwischen der Molekülgröße und der Immunogenität einer Substanz. Substanzen mit einer Molekülmasse von weniger als etwa 5000 Dalton sind meist nicht immunogen.

### Chemische Struktur
Ein weiterer Einflussfaktor sind die chemischen Eigenschaften des Moleküls, dessen Sekundär- und Tertiärstruktur für eine immunogene Wirkung bestimmte Merkmale aufweisen müssen. Die betreffenden Molekülabschnitte, die für eine Immunantwort relevant sind, werden auch als Epitope bezeichnet. Zahl und Dichte solcher Epitope auf einem Molekül bestimmen damit das Ausmaß der Immunogenität. Von hoher Immunogenität sind partikelförmige oder aggregierte Proteine, da diese besonders leicht von den antigenpräsentierenden Zellen aufgenommen werden.